# Primitivwelse
Die Primitivwelse (Diplomystidae) sind eine Fischfamilie aus der Ordnung der Welsartigen (Siluriformes). Sie kommen im Süßwasser in Chile und Argentinien vor.
Primitivwelse sind mittelgroße Fische mit bis zu 32 Zentimetern Körperlänge. Der Oberkieferknochen ist gut entwickelt und trägt Zähne. Ein Paar Barteln sitzt am Oberkiefer, sonst sind keine Barteln vorhanden. Die Rückenflosse weist einen Hart- und sechs oder sieben Weichstrahlen auf. Die Afterflosse hat 9 bis 12 primäre Strahlen, die Schwanzflosse 18. Die Brustflossen weisen einen Hartstrahl auf. Eine Fettflosse ist vorhanden. Der Asteriscus ist so groß wie der Lapillus oder größer.

## Systematik
In der klassischen Systematik werden die Primitivwelse als einzige Familie der Überfamilie Diplomystoidea als Schwestergruppe aller anderen Welsartigen gesehen. Molekularbiologische Untersuchungen weisen allerdings auf eine Stellung zusammen mit der Unterordnung Siluroidei gegenüber den Loricarioidei hin.
Der Familie werden derzeit zwei Gattungen mit insgesamt sieben Arten zugerechnet:
- Diplomystes
  - Diplomystes camposensis
  - Diplomystes chilensis
  - Diplomystes incognitus
  - Diplomystes nahuelbutaensis
- Olivaichthys
  - Olivaichthys cuyanus
  - Olivaichthys mesembrinus
  - Olivaichthys viedmensis